# Gambo-Ouango
Gamboula – miasto w zachodniej części Republiki Środkowoafrykańskiej, w prefekturze Mbomou. Ośrodek administracyjny podprefektury Gambo-Ouango. Według danych szacunkowych na rok 2010 liczy ok. 5000 mieszkańców.